# Staurochilus tamesii
Staurochilus tamesii är en orkidéart som först beskrevs av Eduardo Quisumbing y Argüelles och Charles Schweinfurth, och fick sitt nu gällande namn av Hans Fessel och Emil Lückel. Staurochilus tamesii ingår i släktet Staurochilus och familjen orkidéer. Inga underarter finns listade i Catalogue of Life.